# 復讐のダイヤモンド
復讐のダイヤモンド（ふくしゅうのだいやもんど）は2006年（平成18年）3月18日にテレビ朝日系・新作サスペンスで放送された二時間ドラマ。
正式タイトルは『復讐のダイヤモンド～父を殺し婚約者も殺した犯人を許せない!目には目を罠には罠を…時効15年目の完全犯罪!』。主演は若村麻由美。当初は『土曜ワイド劇場』での放送作品として2002年（平成14年）に撮影が行われたが、4年後の2006年（平成18年）の昼間の時間帯に実際の放送となった。

## キャスト
- 田村のぞみ：若村麻由美
- 池田美佐子：小柳ルミ子
- 池田洋一：川崎麻世
- 岡田英一：池田政典
- 田中幸一郎：木下ほうか
- 大澤利保：小宮孝泰
- 浅田徹：熊本マリ
- 黒沢めぐみ：黒沢彩
- 相沢純一：竜川剛
- 郷原：佐野浅夫
- 山田栄二：国枝量平
- 戸田比呂子

## 主題歌
- ゴスペラーズ『北極星』

## 製作
- 監督・齋藤光正
- 脚本・猪又憲吾